# 青木愛 (アーティスティックスイミング選手)
青木 愛（あおき あい、1985年5月11日 - ）は、日本の元アーティスティックスイミング選手、タレント。元オリンピック日本代表。スポーツビズ所属。

## 人物
京都府出身。京都市立錦林小学校、京都市立岡崎中学校、京都文教女子高等学校を経て、びわこ成蹊スポーツ大学を卒業する。
2003年に開学したびわこ成蹊スポーツ大学初の五輪代表選手で、身長173センチメートル (cm) は米田容子とともにアーティスティックスイミングオリンピック代表選手で最も高長身である。大学で女子競輪選手の白井美早子と同ゼミに在籍した。
プロ野球ではオリックス・バファローズのファンである。その理由は阪神よりもオリックスのアットホームな雰囲気が好きということで、京セラドームにもよく観戦に訪れている。

## 経歴
- 8歳から京都踏水会でシンクロナイズドスイミングを始め、小学4年生で国内ジュニア五輪で優勝する。
- 京都文教高1年から、井村雅代が率いる井村シンクロクラブで活動する。
- 2005年に世界選手権の代表選手に選出されるも、怪我で出場機会を得ず。
- 2006年のワールドカップで、代表選手として出場してチーム種目で銀メダルを得る。
- 2007年に世界選手権の代表選手に選出されるも、出場機会を得ず。
- 2008年北京オリンピックで日本代表選手にチーム最年少で選出され、チーム種目で5位入賞となる。北京五輪を最後に現役を引退する。
- 2010年に大学を卒業し、引退後は京都踏水会で指導すると共にモデル・タレント・レポーターなどで幅広く活躍中。

## 現役引退後のレギュラー番組

### テレビ
- Oha!4 NEWS LIVE（日テレNEWS24（CS）・日本テレビ、2011年10月6日 - 2012年9月28日）木・金曜日担当スポーツキャスター
- SUPER GT+（テレビ東京、2012年4月1日[1] - 2014年3月16日[2]）MC
- カワスポ（毎日放送、2013年4月5日 - ）「アスリートパートナー」として随時出演
- 京スポ（KBS京都）
- おーい!ひろいき村（フジテレビ）
- スッキリ!!（日本テレビ、2015年4月3日 - 2016年3月25日）「金曜日コメンテーター」として出演[3]
- 戦え!スポーツ内閣（毎日放送、2016年10月5日 - 2019年9月）シンクロ大臣（準レギュラー）[4]
- S☆1（TBS）日曜日準レギュラーコメンテーター
- 朝だ!生です旅サラダ（朝日放送テレビ）「第8代旅サラダガールズ」の一員として2018年度から出演中
- ライオンのグータッチ（フジテレビ）グータッチサポーター
- ふらっとあの街 旅ラン10キロ（NHK BSプレミアム、2020年11月4日 - ）旅ランナー

### ラジオ
- 土曜日やんなぁ?（朝日放送ラジオ、2023年7月8日 - ）黒谷友香・谷尻萌と共にパーソナリティを担当